# Deltote glauca
Deltote glauca is een vlinder van de familie van de uilen (Noctuidae). De wetenschappelijke naam van deze soort is voor het eerst voorgesteld als Lithacodia glauca door George Francis Hampson in een publicatie uit 1910.
De soort komt voor op Jamaica.